# Novacaledonia
Novacaledonia is een geslacht van weekdieren uit de klasse van de Gastropoda (slakken).

## Soort
- Novacaledonia numee (Haase & Bouchet, 1998)